# Brian Holm
Brian Holm Sørensen (Kastrup, Municipi de Tårnby, 2 d'octubre de 1962) va ser un ciclista i actualment director esportiu danès. Com a corredor fou professional entre 1986 i 1998 i els seus principals èxits esportius foren el Campionat nacional en ruta de 1990, i la París-Brussel·les de l'any següent. En retirar-se continuà vinculat al ciclisme com a director esportiu de diferents equips dels que destaquen el T-Mobile Team, el HTC-High Road i actualment al Quick-Step Floors.
El seu germà Claus Michael també fou ciclista professional.

## Palmarès
- 1980
  -  Campió de Dinamarca júnior en ruta
  -  Campió de Dinamarca júnior en contrarellotge per equips
- 1983
  - 1r al Duo Normand (amb Jack Olsen)
  - Vencedor d'una etapa de la Volta a Suècia
- 1984
  - 1r al Gran Premi de Lillers
- 1986
  - 1r al Circuit des frontières
- 1990
  -  Campió de Dinamarca en ruta
  - Vencedor d'una etapa del Tour d'Armòrica
- 1991
  - 1r a la París-Brussel·les
  - 1r a la París-Camembert
- 1998
  - Vencedor d'una etapa de la Volta a Dinamarca

### Resultats al Tour de França
- 1987. 110è de la classificació general
- 1989. 109è de la classificació general
- 1990. 60è de la classificació general
- 1991. 124è de la classificació general
- 1992. 76è de la classificació general
- 1993. 77è de la classificació general
- 1996. 107è de la classificació general

### Resultats a la Volta a Espanya
- 1989. 101è de la classificació general

### Resultats al Giro d'Itàlia
- 1987. 100è de la classificació general
- 1992. 86è de la classificació general